# Le Meillard
Le Meillard is een gemeente in het Franse departement Somme (regio Hauts-de-France) en telt 140 inwoners (2004). De plaats maakt deel uit van het arrondissement Amiens.

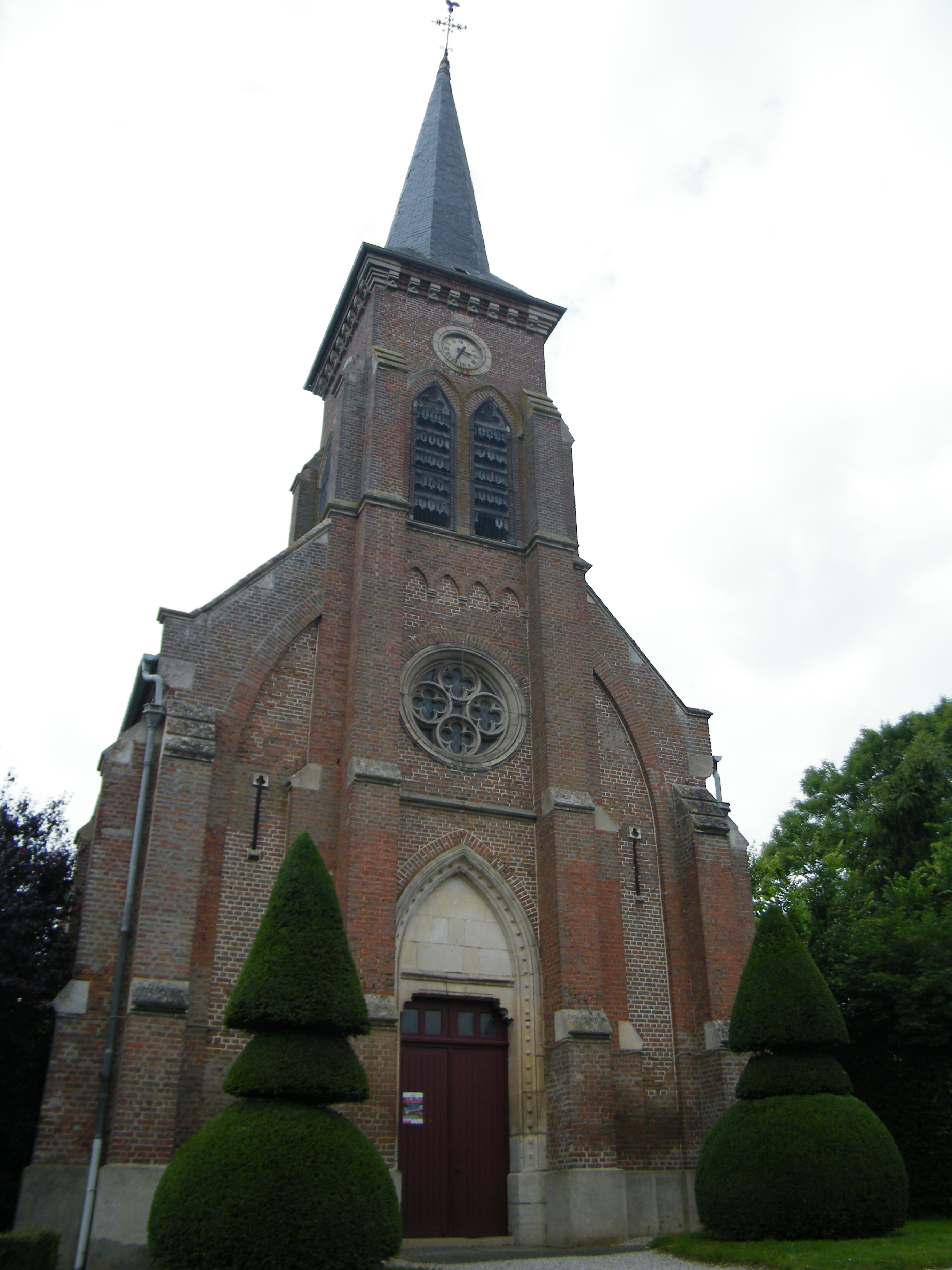
Kerk in Le Meillard
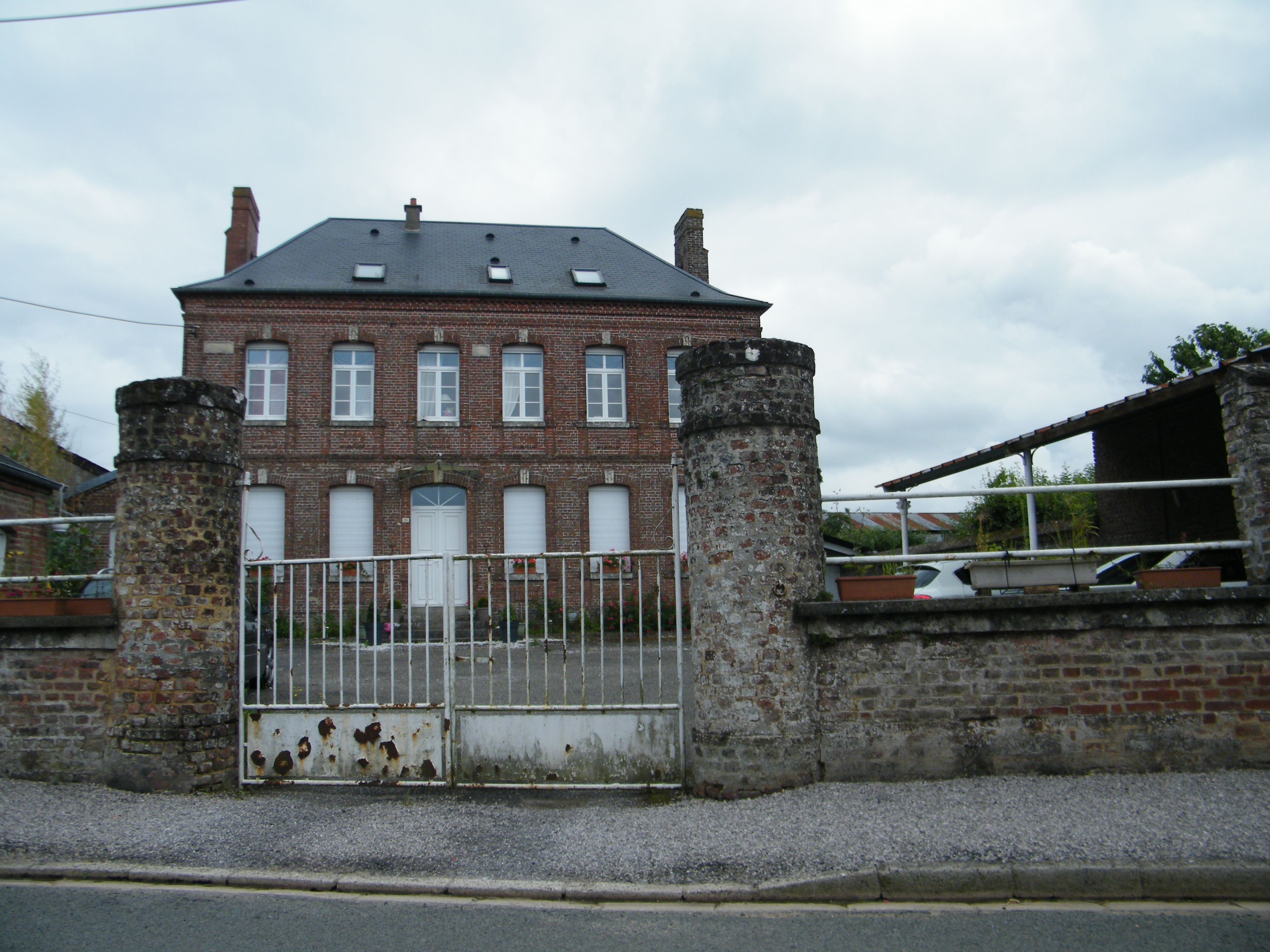
Gemeentehuis

## Geografie
De oppervlakte van Le Meillard bedraagt 7,1 km², de bevolkingsdichtheid is 19,7 inwoners per km².

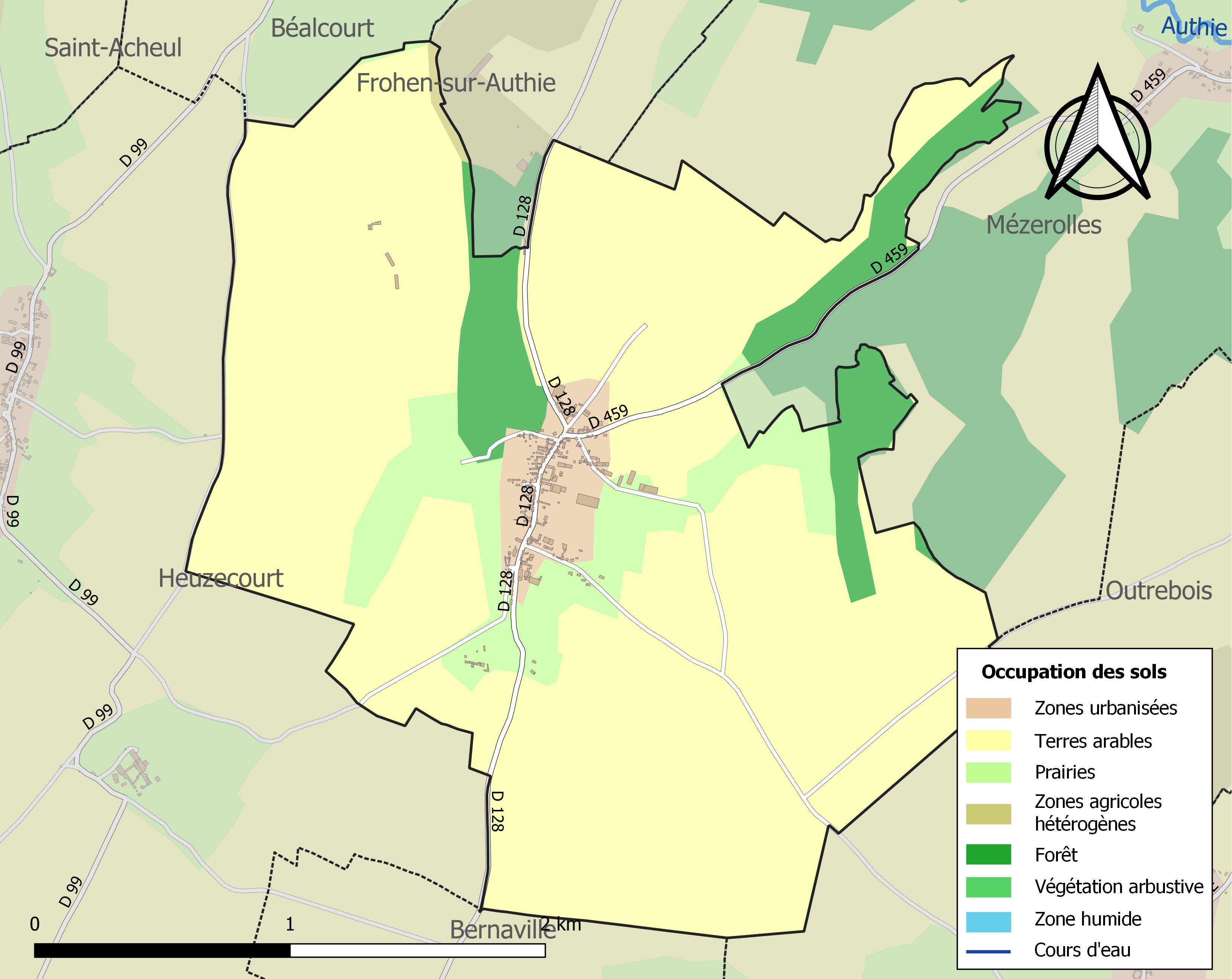
Kaart van de gemeente met de belangrijkste infrastructuur, bodemgebruik en omliggende gemeenten

## Demografie
Onderstaande figuur toont het verloop van het inwonertal (bron: INSEE-tellingen).